# Jan III z Borsznic
Jan III z Borosznic (zm. 1421) – czeski duchowny katolicki, biskup lubuski.
Zanim został biskupem lubuskim pełnił funkcję kanonika praskiego. Prekonizowany biskupem lubuskim 24 września 1397 r. Uczestniczył w soborze w Konstancji w 1414 r., podczas którego prowadził ożywioną działalność dyplomatyczną. 27 marca 1420 r. został przeniesiony na urząd arcybiskupa ostrzyhomskiego. Zmarł wkrótce po ogłoszeniu nominacji.